# Aleptinoides
Aleptinoides là một chi bướm đêm thuộc họ Noctuidae.

## Các loài
- Aleptinoides ochrea Barnes & McDunnough, 1912